# Nir Akiwa
Nir Akiwa (hebr.: ניר עקיבא) – moszaw położony w samorządzie regionu Merchawim, w Dystrykcie Południowym, w Izraelu.
Leży na pograniczu północno-zachodniej części pustyni Negew, w pobliżu miasta Netiwot.

## Historia
Moszaw został założony w 1953. Nazwany na cześć Akivy Etingera, szefa Agencji Żydowskiej.

## Gospodarka
Gospodarka moszawu opiera się na intensywnym rolnictwie, sadownictwie i uprawach w szklarniach.

## Osoby związane z moszawem
- Amir Perec – izraelski polityk, były wicepremier i minister obrony. Pod koniec lat 70. XX wieku był członkiem moszawu.